# Lachalade
Lachalade ist eine französische Gemeinde mit 54 Einwohnern (Stand: 1. Januar 2022) im Département Meuse in der Region Grand Est (vor 2016: Lothringen). Die Gemeinde gehört zum Arrondissement Verdun, zum Kanton Clermont-en-Argonne und zum Gemeindeverband Argonne-Meuse. 

## Geographie
Lachalade liegt etwa 33 Kilometer westnordwestlich von Verdun.
Umgeben wird Lachalade von den Nachbargemeinden Boureuilles im Norden und Osten, Neuvilly-en-Argonne im Osten und Süden, Le Claon im Süden, Florent-en-Argonne im Süden und Südwesten sowie Vienne-le-Château im Westen und Nordwesten.

## Bevölkerungsentwicklung
| Jahr                       | 1962 | 1968 | 1975 | 1982 | 1990 | 1999 | 2006 | 2011 | 2019 |
| Einwohner                  | 156  | 131  | 81   | 68   | 57   | 56   | 56   | 66   | 50   |
| Quellen: Cassini und INSEE |      |      |      |      |      |      |      |      |      |

## Sehenswürdigkeiten
- Reste der Zisterzienserabtei Notre-Dame-en-sa-Purification, 1127/1128 gegründet, 1791 aufgelöst, Monument historique seit 1862/1931/1986
- Französischer Nationalfriedhof
- Ehrenmal für die Garibaldikämpfer

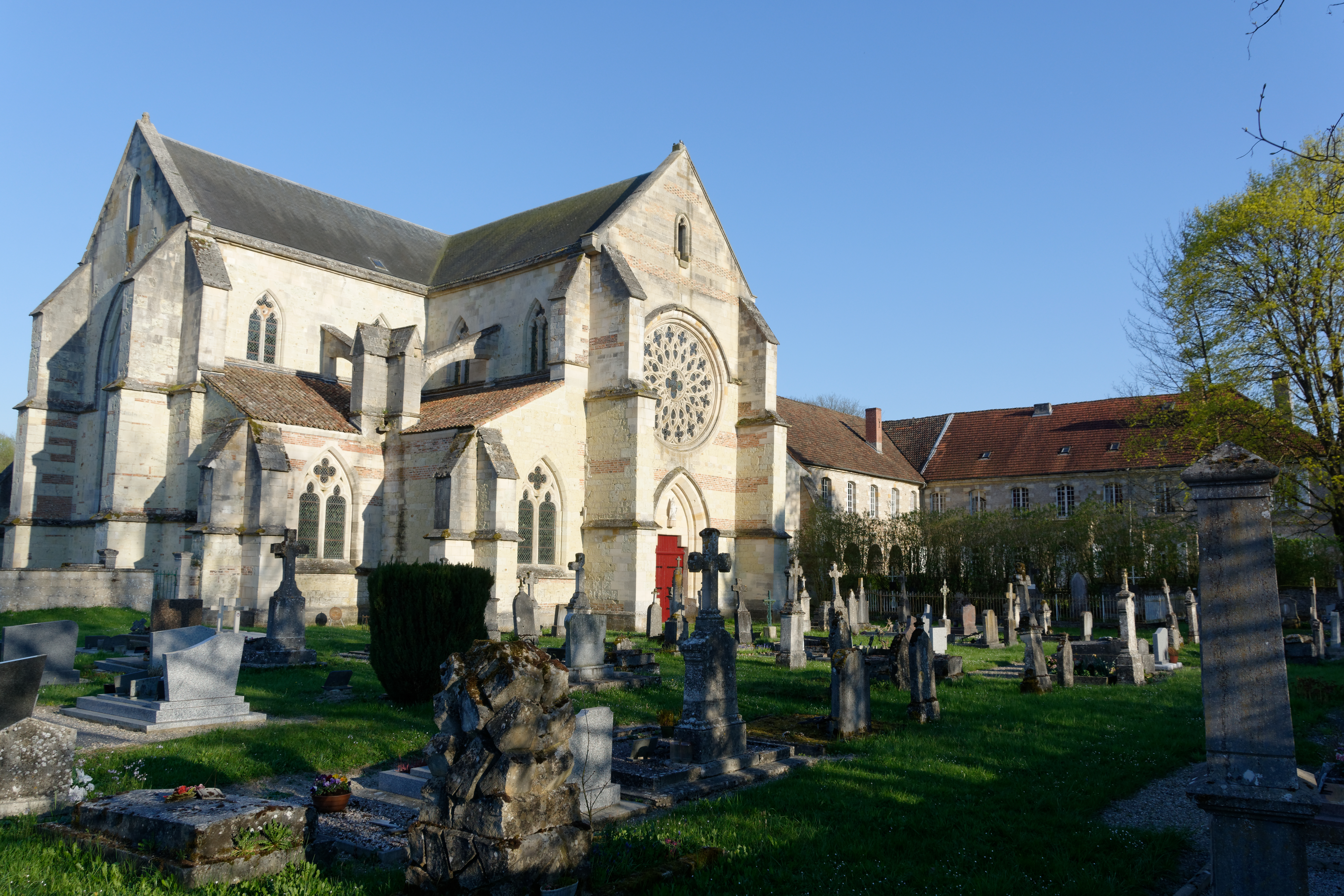
Klosterkirche Notre-Dame-en-sa-Purification
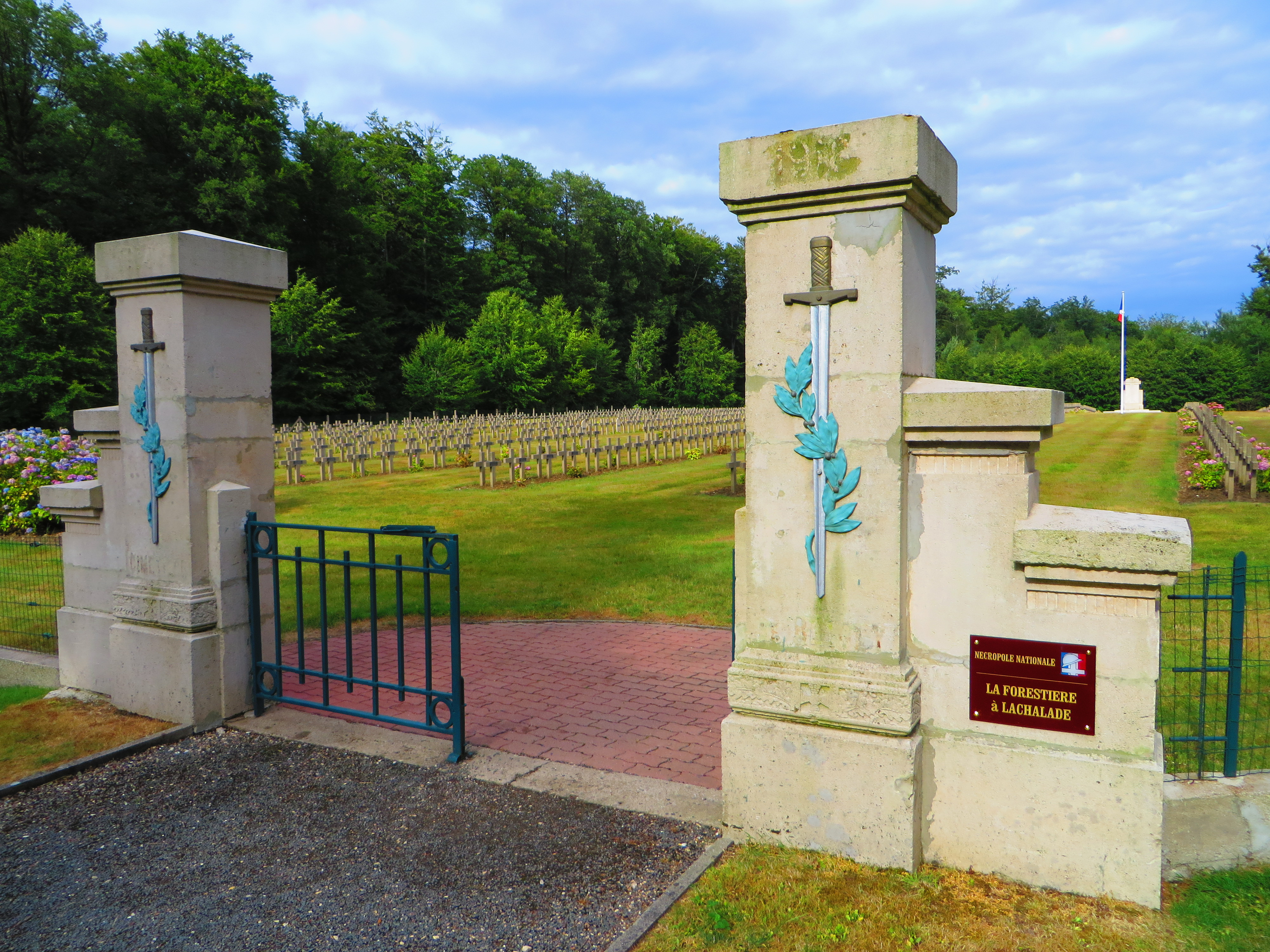
Französischer Nationalfriedhof
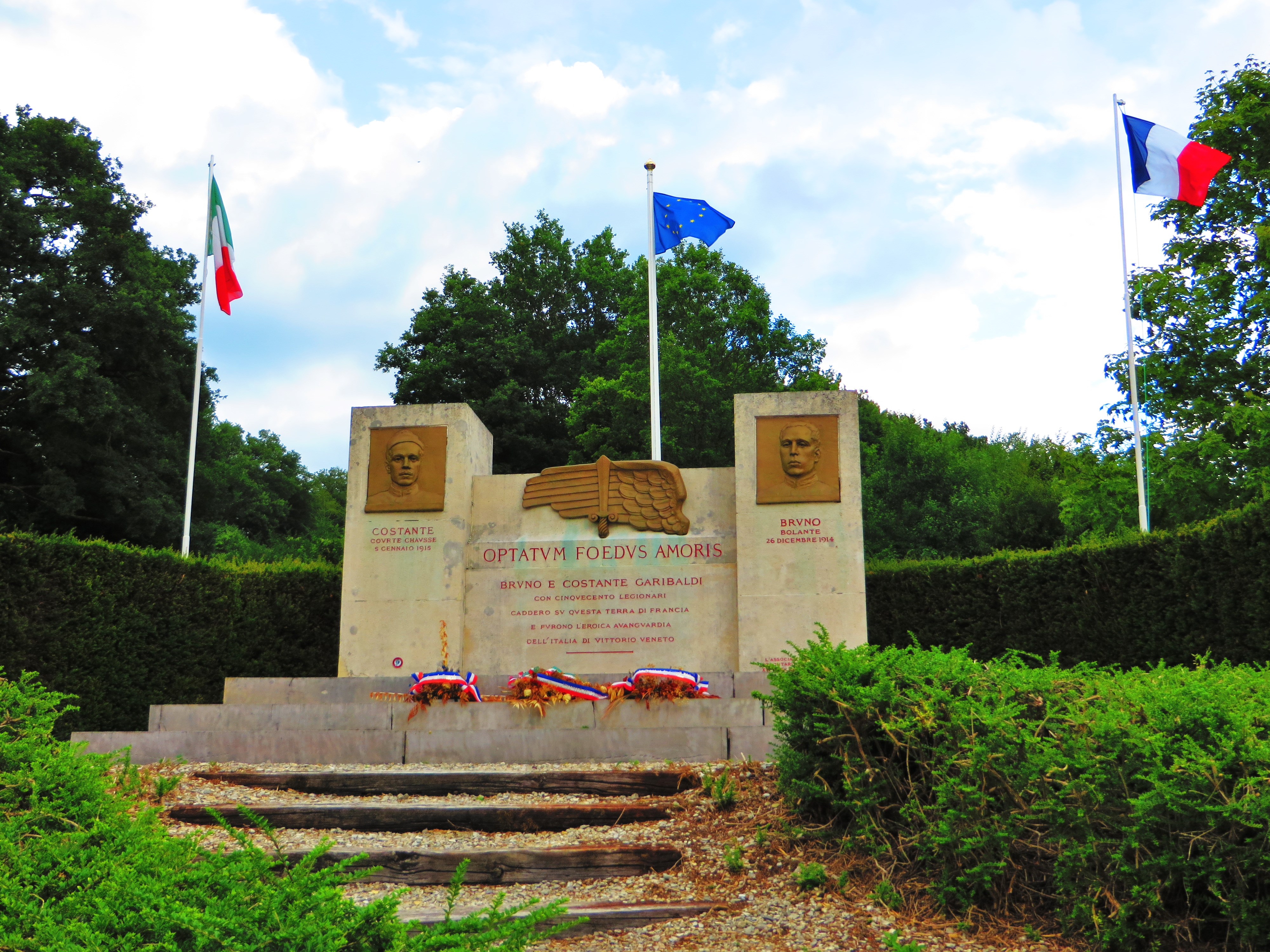
Ehrenmal der Garibaldi-Kämpfer

## Persönlichkeiten
- Charles-François Dorlodot (1756–1816), Bischof von Laval